# Moviments antisecta
Els moviments antisecta o el fenomen de la sectofòbia consisteix en una actitud de rebuig cap a les religions nascudes com a secessió d'altres grups religiosos.
Amb el sorgiment de les religions New Age, van aparèixer moviments de demonització d'aquestes religions a la dècada del 1970. Concretament el 1972 els pares dels nois seguidors dels Nens de Déu fundaren Free the Children of God, la primera organització antisecta. En la Rússia de principis del segle XXI també es presenta el fenomen contra els grups protestants. A Europa des de finals de la dècada del 1960 hi ha hagut un increment de la sectofòbia.